# داگمار بورشووا
داگمار بورشووا (چکی: Dagmar Burešová؛ ۱۹ اکتبر ۱۹۲۹ – ۳۰ ژوئن ۲۰۱۸) سیاستمدار و وکیل اهل جمهوری چک بود. وی دانش‌آموختهٔ دانشگاه کارل بود و در همان هنگام به یک همکلاس که از زندان رژیم کمونیست فرار کرده بود، پناه داد. او بیشتر بر زمینهٔ قانون کار فعالیت داشت و وکالت بیش از ۱۰۰ نفر را که کارشان را از دست داده بودند یا پس از حمله پیمان ورشو به چکسلواکی تحت تعقیب بودند، بر عهده گرفت. او همچنین وکیل مدافع میلان کوندرا و ایوان مدک بود که بعدها با واتسلاف هاول همکاری کردند. داگمار بورشووا وکالت مادر یان پالاخ در دعوای حقوقی وی با حزب کمونیست چکسلواکی هم بود.
داگمار بورشووا پس از انقلاب مخملی در چکسلواکی، از ۱۹۸۹ تا ۱۹۹۰  وزیر دادگستری بود. شعار او این بود که «بزدلی باید جرم تلقی شود.»